# Lydie Auvray

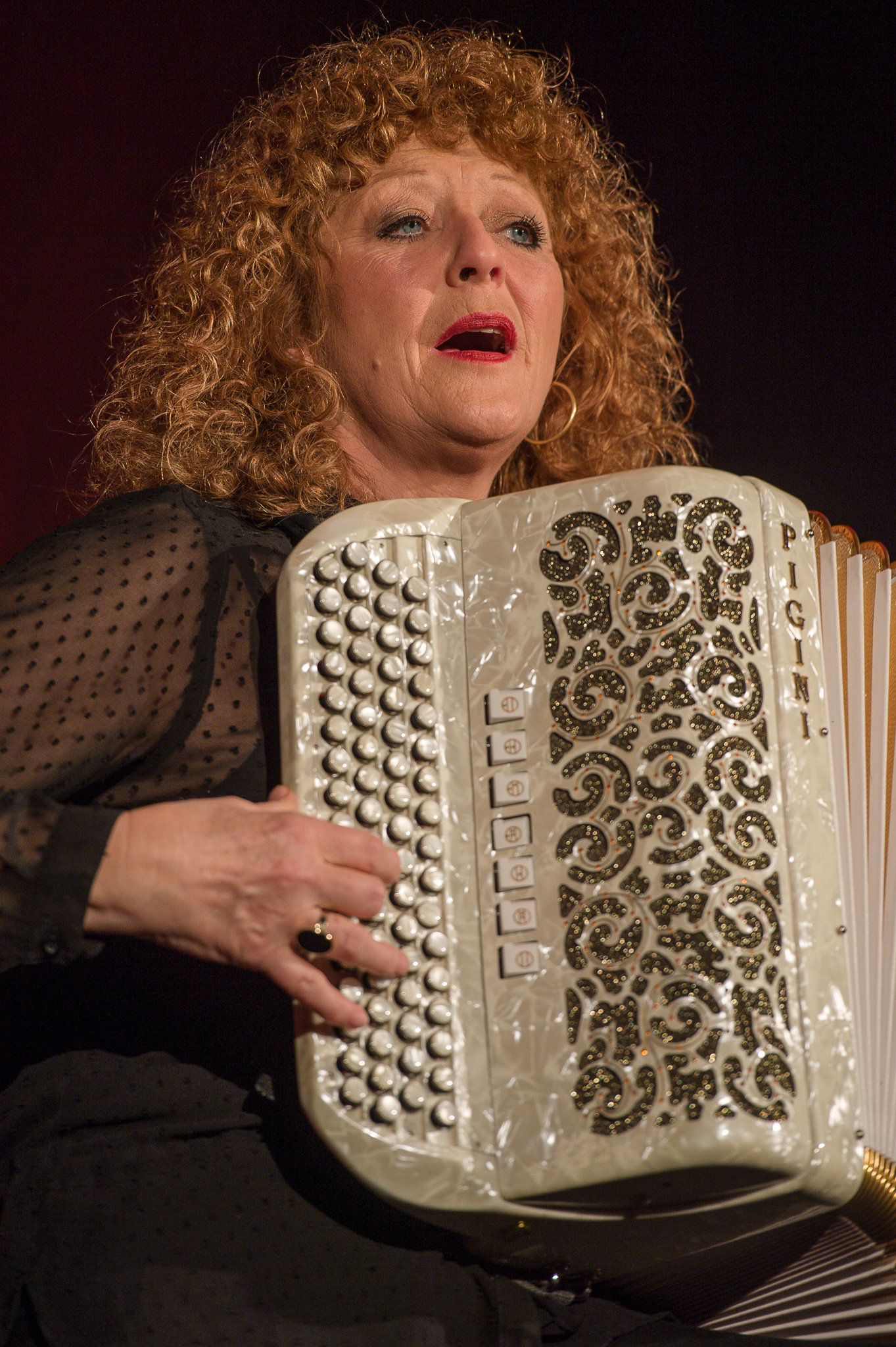
Lydie Auvray (2015)

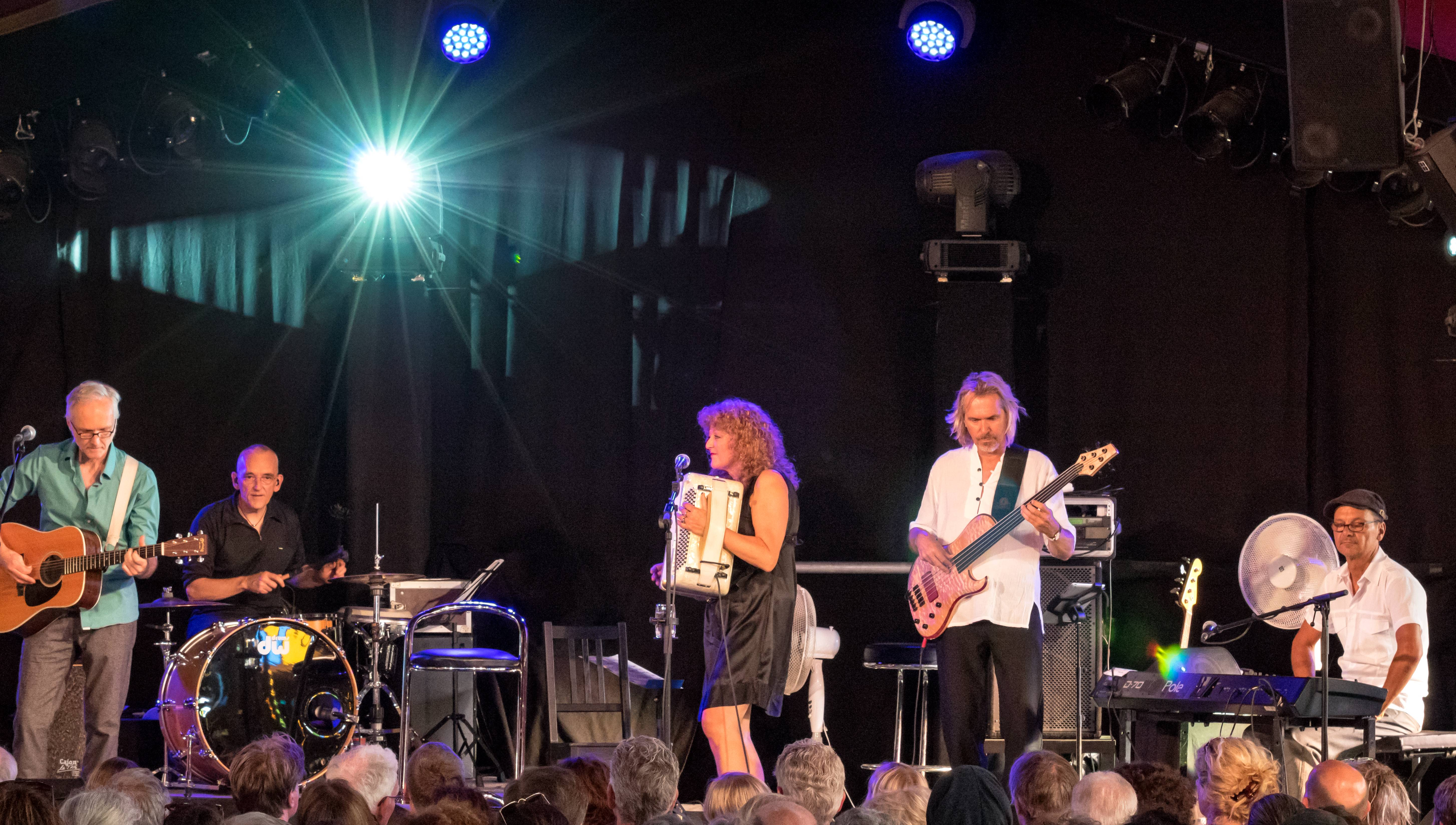
Lydie Auvray, 2015

Lydie Auvray (* Februar 1956 in Langrune-sur-Mer) ist eine französische Akkordeonistin, Sängerin und Begründerin der Auvrettes. Ihr musikalischer Einsatz führte zu einer populären Wiederbelebung des Akkordeonspiels.

## Privates
Lydie Auvray verbrachte ihre Kindheit und Schulzeit in Caen in der Normandie. Im Alter von zehn Jahren begann sie Akkordeon zu lernen. Nach dem Abitur zog sie 1974 nach Berlin, um ihr Deutsch zu verbessern. 1993 heiratete sie den Martiniquesen Franck Picot und brachte eine Tochter zur Welt. Die Ehe wurde 2009 geschieden.

## Musikalische Entwicklung
Erste öffentliche Auftritte erfolgten in Berliner Clubs als Liedbegleiterin von Jürgen Slopianka (1976). Sie tourte mit ihm durch Westdeutschland und begann eine Zusammenarbeit mit Thommie Bayer (1977), arbeitete mit Klaus Hoffmann an der LP Westend zusammen und absolvierte mit ihm zwei Hallentourneen (1979), dabei entstand das Live-Doppelalbum von Klaus Hoffmann Ein Konzert. Mit Hannes Wader arbeitete sie an dessen LP Es ist an der Zeit (1980) und ging mit ihm 1982 auf Tourneen.
Sie veröffentlichte ihre erste eigene LP Premiere und trat als Solistin in Rundfunk- und Fernsehsendungen auf, sowohl in Deutschland als auch in Dänemark. Es folgte die Gründung ihrer eigenen Band, den Auvrettes, mit denen sie auf Tournee ging (1982). Weitere Auftritte unternahm sie mit Hannes Wader in Helsinki, Moskau und Paris, und es entstand ihre zweite LP Paradiso (1983). Nach einem 45-minütigen Feature in der ARD unter dem Titel Das Haus in der Normandie begann sie die Zusammenarbeit mit dem Clown Pic. Es entstand ihr drittes Album Ensemble (1985) und die vierte LP D’accord, die 1987 von ihrem Freund Stefan Stoppok produziert wurde.
Mehrere Reisen nach Martinique brachten ihr 1988 neue musikalische Einflüsse. Sie arbeitete an verschiedenen Produktionen mit, so bei den Alben
Lotto (1988) von Stephan Remmler, Lange Schatten (1988) von Peter Maffay, Wir werden sehen (1989) von Senta Berger und  Immer weiter (1994) von Reinhard Mey. 2002 erschien ihre Biographie Jubiläum. Zusammen mit dem Streichquartett Indigo nahm sie die CD Tango Toujours auf und ging mit ihnen auf gemeinsame Tournee (2003). Auvray arbeitete am Rilke-Projekt (2003, Vol. 3) sowie am NOX-Projekt von Gerd Köster und Dirk Raulf mit. 2004 erschien ihr Soloalbum Pure. Ebenfalls 2004 trat sie bei dem Festival Songs an einem Sommerabend auf. Sie wirkte bei zahlreichen Fernsehsendungen des WDR, von Radio Bremen und des Bayerischen Rundfunks mit. Auf Hannes Waders im Jahr 2022 erschienenem Album Noch hier – Was ich noch singen wollte spielt sie Akkordeon. Auvray lebt in Köln.

## Alben
- 1981 – Premiere
- 1983 – Paradiso
- 1985 – Ensemble
- 1987 – D'accord
- 1989 – Live
- 1991 – 3/4
- 1992 – 10 Ans
- 1994 – Tango Terrible
- 1995 – Octavons
- 1997 – Bonjour Soleil mit Hubert von Goisern, Haindling, Gerd Köster und dem Orchester Pro Arte Düsseldorf
- 1998 – Instrumentals Kompilations-Album
- 1998 – Best of Kompilations-Album
- 1999 – En Concert
- 2001 – Triangle, mit Produzent Markus Tiedemann, der ab 2002 Gitarrist der Auvrettes wurde.
- 2003 – Tango Toujours
- 2004 – Pure
- 2006 – Regards
- 2008 – Soiree (Jubiläumskonzert auf CD + DVD)
- 2009 – Trio
- 2012 – Trois Couleurs
- 2015 – Musetteries
- 2017 – Madinina
- 2020 – Mon voyage
- 2022 – Air de Décembre mit Ulla van Daelen

## Festivals und Konzerte
- Teilnahme beim Festival in Fort-de-France auf Martinique (1989)
- Jacques-Brel-Retrospektive-Tour zusammen mit u. a. Klaus Hoffmann, Eva-Maria Hagen und Mort Shuman
- Jubiläumskonzert in der Frankfurter Alten Oper anlässlich ihres 15. Bühnenjubiläums und 10-jährigen Bandbestehens mit Elke Heidenreich, Klaus Hoffmann und Hannes Wader (1992)
- Auvray feierte ihr 25. Bühnenjubiläum und 20-jähriges Bestehen der Auvrettes bei einem 3-stündigen Konzert im großen Sendesaal des WDR (2002)

## Film und Filmmusik
- Annas Lied, Filmmusik zum Dokumentarfilm von Ingrid Fischer (1984)
- Lydie und ihr Akkordeon, als Fernseh-Kinderfilm
- Die schnelle Gerdi, in der ZDF-Serie mit Senta Berger
- Mannsbilder, in der Sendung mit der Maus (1990)

## Auszeichnungen und Preise
- Verleihung des Ravensburger Kupferle im Jahr 1990

## Sonstiges
- Im Jahre 2001 konzipierte der Instrumentenbauer Pigini für Auvray ein chromatisches Knopfakkordeon.
- Notenhefte Triangle (2002), Tango Toujours (2003), Regards (2007), 3 Couleurs (2012), 4+2 (2014), Musetteries (2015) – zum Teil mit Play-Along-CDs
- Schirmherrschaft des FMKS e. V. (Verein für frühe Mehrsprachigkeit an Kitas und Schulen)[3]